# 아덴만

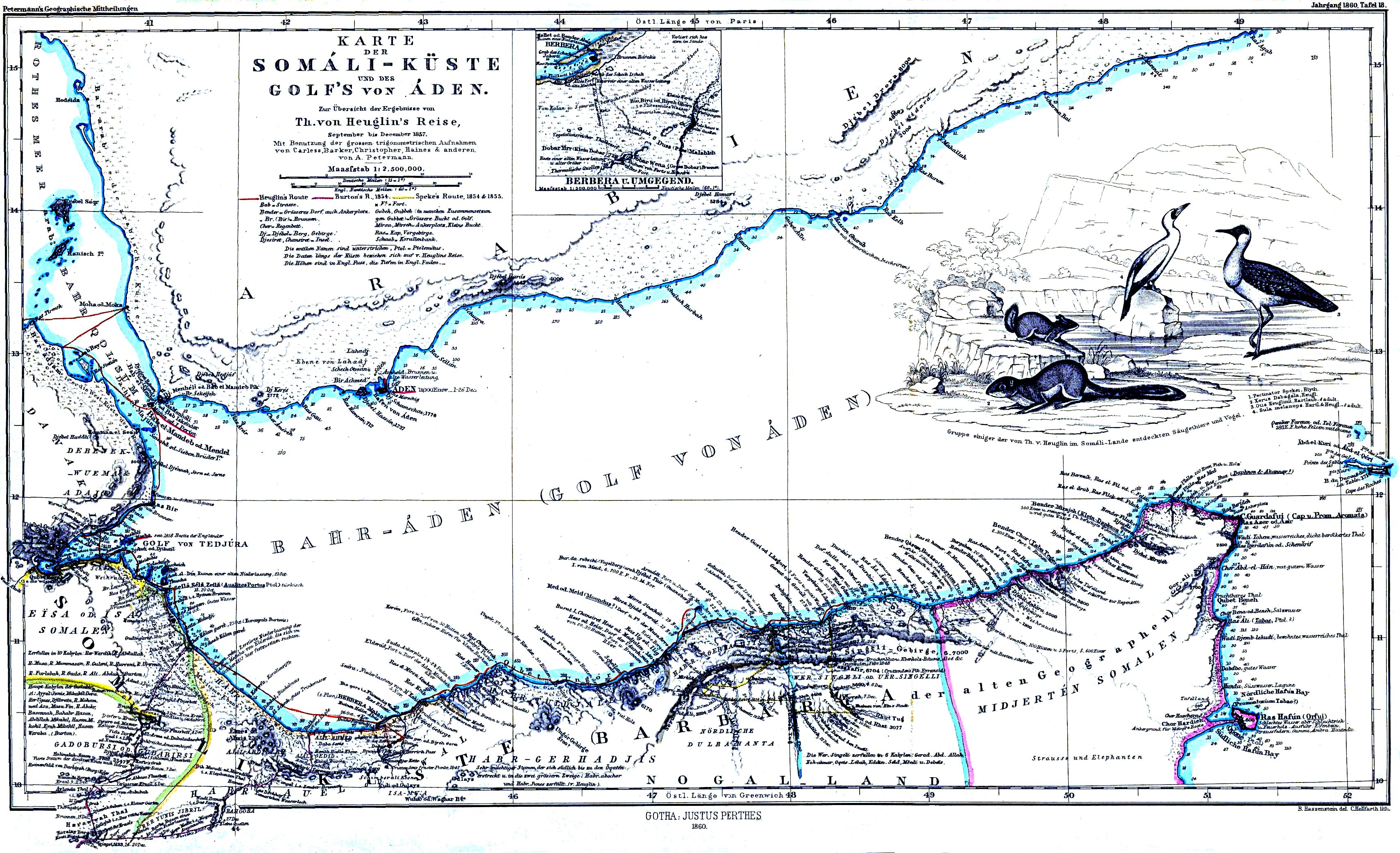
아덴만의 옛 지도(1860년)

아덴만( - 灣, 아랍어: خليج عدن 할리즈 아단[*], 소말리어: Gacanka Cadmeed 가안카 아드메드, 영어: Gulf of Aden)은 아라비아 반도의 예멘과 동아프리카의 소말리아 사이의 만이다. 북서쪽으로는 바브엘만데브 해협을 거쳐 홍해로 연결되고, 동쪽으로 아라비아해로 연결된다.

## 같이 보기
- 아덴만 여명 작전
- 아덴주